# Fantasy (A New Dimension)
Fantasy (A New Dimension) är det svenska power metal-bandet Insanias tredje studioalbum. Det släpptes i februari 2003 av skivbolaget No Fashion Records och i Japan året innan av Avalon.
På skivan gjorde Ola Halén sångdebut som ersättare till avhoppade David Henriksson. David bidrog dock med låtskrivande. Albumet var också det sista med gitarristerna Henrik Juhano och Niklas Dahlin samt keyboardisten Patrik Västilä, som alla valde att lämna bandet efter att skivan kommit ut.
Gitarristen Roland Grapow (Masterplan, ex-Helloween) bidrar med gitarrsolo på "Reflections of Mine".

## Låtlista
1. "Introduction" (instrumental) (Korsbäck) – 1:36
2. "Life After Life" (Korsbäck) – 6:00
3. "Illusions" (Halén) – 5:17
4. "Carry On" (Korsbäck) – 4:19
5. "Master of My Mind" (Korsbäck/Dahlin/Juhano) – 7:14
6. "Universe" (Dahlin/Henriksson) – 9:14
7. "Face the King" (Korsbäck) – 4:29
8. "Fantasy" (Korsbäck) – 6:11
9. "Vengeance" (Korsbäck/Henriksson) – 5:14
10. "Mankind" (Korsbäck) – 9:27
11. "Reflections of Mine" (Dahlin/Juhano) – 5:46

Bonusspår på japanska utgåvan
1. "St. Patrik's Lyrics" (instrumental) (Västilä) – 3:12

## Medverkande
Musiker
- Ola Halén – sång
- Henrik Juhano – gitarr
- Niklas Dahlin – gitarr
- Tomas Stolt – basgitarr
- Mikko Korsbäck – trummor
- Patrik Västilä – keyboard

Bidragande musiker
- Roland Grapow - gitarr
- Jerry Nordström - sång
- David Henriksson - låtskrivande

Produktion
- Mikko Karmila – producent, mixning
- Mikko Korsbäck – producent
- Mika Jussila - mastering
- Ola Bergman - foto
- Eric Philippe - albumkonst